# Elżbieta Stengert
Elżbieta Aleksandra Szot-Stengert (ur. 7 kwietnia 1958, zm. 28 czerwca 2021) – polska specjalistka w zakresie sztuk muzycznych, wokalistyki, dr hab. sztuk muzycznych, profesor zwyczajny Wydziału Edukacji Muzycznej Uniwersytetu Kazimierza Wielkiego w Bydgoszczy.

## Życiorys
Studiowała na Wydziale Wokalnym Akademii Muzycznej im. Ignacego Jana Paderewskiego w Poznaniu, następnie odbyła Studium Podyplomowe Obrotu  Dziełami Sztuki w Profesjonalnej Szkole  Głównej Handlowej w Warszawie. W 2000 obroniła pracę doktorską, 28 czerwca 2004 habilitowała się na podstawie oceny dorobku naukowego i pracy. 15 lipca 2011 nadano jej tytuł profesora sztuk muzycznych.
Objęła funkcję profesora nadzwyczajnego w Zakładzie Emisji Głosu na Wydziale Dyrygentury Chóralnej, Edukacji Muzycznej i Muzyki Kościelnej Akademii Muzycznej im. Ignacego Jana Paderewskiego w Poznaniu, oraz profesora zwyczajnego na Wydziale Edukacji Muzycznej Uniwersytetu Kazimierza Wielkiego w Bydgoszczy, na którym kierowała Katedrą Wokalistyki, Instrumentalistyki i Teorii Muzyki.
Od 1984 współpracowała z Capellą Bydgostiensis i z Operą Nova, której była solistką w latach 1984–2000. Śpiewała również partie sopranowe w dziełach oratoryjno-kantatowych w filharmoniach: Pomorskiej, Poznańskiej, Szczecińskiej, Zielonogórskiej, Koszalińskiej, Olsztyńskiej, Lubelskiej, Rzeszowskiej, Łódzkiej i Gdańskiej.

## Nagrody
- Nagroda Prezydenta Bydgoszczy (wielokrotnie)[2]